# 2867 Šteins
2867 Šteins là một tiểu hành tinh vành đai chính, được phát hiện vào năm 1969 bởi N. S. Chernykh. Nó được đặt theo tên Kārlis Šteins, nhà thiên văn học Latvia và Liên Xô.